# Irivo
Irivo es una freguesia portuguesa situada en el municipio de Penafiel. Según el censo de 2021, tiene una población de 2100 habitantes.